# Нахалаль
Нахалаль (ивр. נַהֲלָל‎) — мошав в Изреельской долине (Израиль). Основан в 1921 году как первый мошав овдим. Основные сферы хозяйства — животноводство и цитрусовые культуры.

## История
Мошав Нахалаль основан 11 сентября 1921 года репатриантами Второй и Третьей алии и активистами движения «Ха-Поэль ха-Цаир» на возвышенности в Изреельской долине, считающейся местом нахождения одноимённого библейского города. Каждая из 80 семей, основавших мошав, получила для обработки 25 акров (10 гектаров) земли. Первый мошав овдим в Палестине, Нахалаль был построен по проекту архитектора Рихарда Кауфмана в виде концентрических кругов: в центре располагались общественные здания, вокруг них жилые, затем хозяйственные постройки и наконец поля и сады. Эта планировка стала затем образцом для многочисленных сельскохозяйственным поселений в Палестине, построенных самим Кауфманом и другими архитекторами.
Мошав в период до основания Израиля оставался одним из центров сионистской деятельности. Один из основателей Нахалаля, Элиэзер Йоффе, сформулировал основные принципы, на которых должно быть основано его существование: национальная собственность на землю, самостоятельный труд, взаимопомощь, централизация торговых сделок и иврит в качестве языка общения. Основатели Нахалаля в первые годы его существования занимались осушением малярийных болот Изреельской долины, готовя земли для будущего еврейского заселения. В 1926 году здесь была открыта сельскохозяйственная школа ВИЦО для девушек. Позднее, в 40-е годы, в ней учились дети «молодёжной алии».
В результате финансового кризиса 80-х годов часть мошав отказался от части социалистических принципов хозяйствования, в частности, принципа обязательной взаимопомощи и централизованной продажи продукции.
В 2000 году Нахалаль был внесен в предварительный список объектов всемирного наследия ЮНЕСКО, как первое поселение — кооперативный мошав.

## География
Мошав Нахалаль расположен в северо-западной части Изреельской долины и территориально относится к региональному совету Эмек-Изреэль Северного округа. Среднегодичная норма осадков — около 530 миллиметров, несколько раз в году температура по ночам опускается ниже нуля.
Нахалаль располагается на широком низком холме, высота которого около 100 метров над уровнем моря. Площадь мошава — около 900 гектаров. Рядом с Нахалалем проходит шоссе Хайфа-Афула.

## Население
По данным Центрального статистического бюро Израиля, население на начало 2020 года составляло 930 человек.

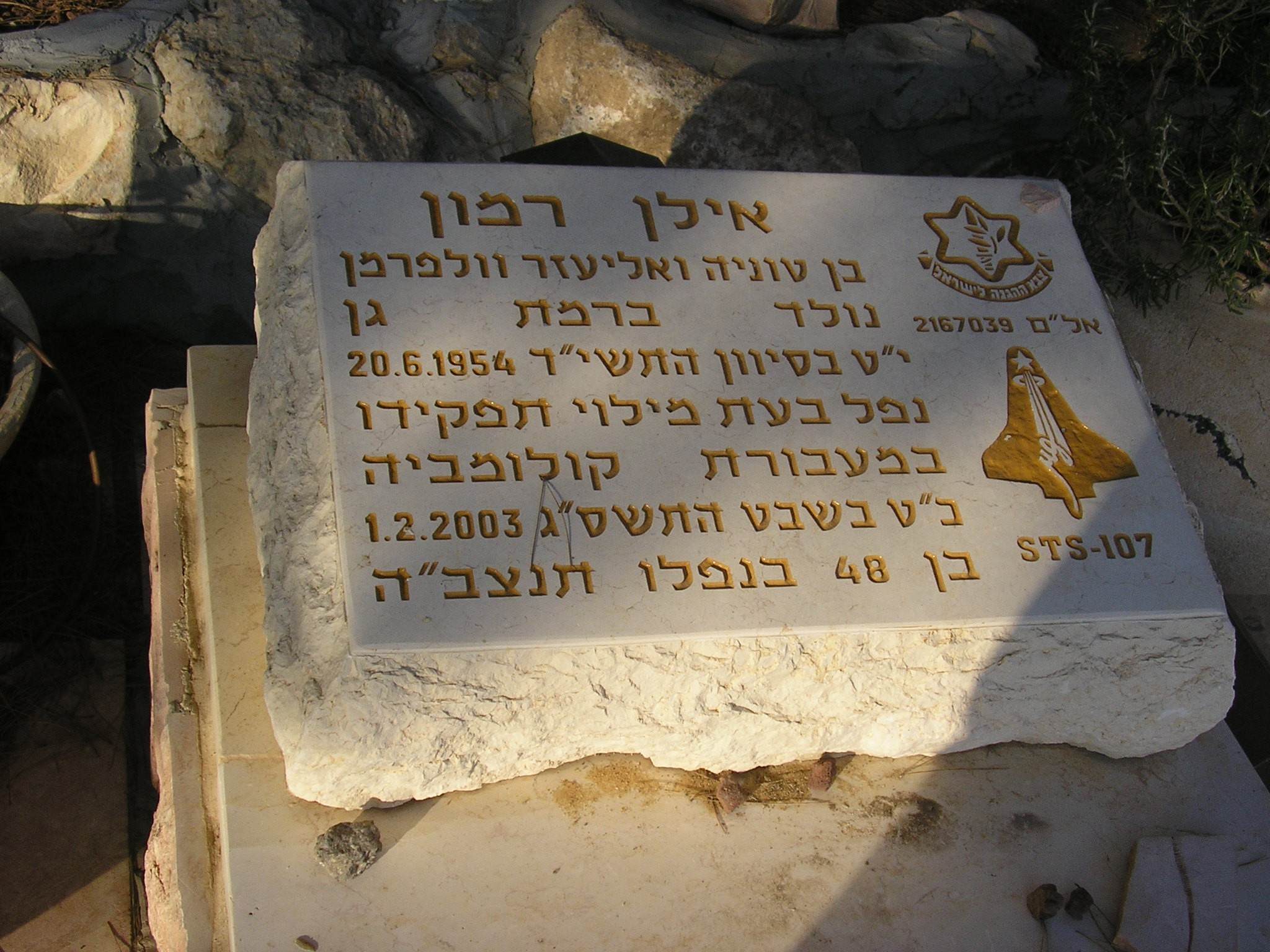
Символическая могила астронавта Илана Рамона в Нахалале

Население Нахалаля, насчитывавшее по результатам переписи 1983 года 1,2 тысячи человек, в последующие десятилетия сократилось. По результатам переписи 2008 года, в мошаве проживало 858 человек, абсолютное большинство из них евреи и уроженцы Израиля. Население Нахалаля остаётся молодым, средний возраст составляет 22 года. Более половины населения не состоит в браке. Почти половина населения в возрасте 15 лет и старше имеет образование выше среднего (12-летняя школа), в том числе около четверти — академическую степень.
Среди известных жителей Нахалаля — депутат кнессета I созыва Шмуэль Даян, его сын генерал Моше Даян и внуки — депутат кнессета Яэль Даян, режиссёр, сценарист и актёр Аси Даян и поэт-песенник Йонатан Гефен; поэтесса, героиня Второй мировой войны Хана Сенеш, генерал Шауль Мофаз, министр Арье Нехамкин, один из основателей мошава и депутат кнессета 2-го созыва Яаков Ури и звезда израильской эстрады певица Шула Хен.

## Хозяйство
В первые десятилетия существования Нахалаля основу его хозяйства составляли зерновое полеводство, скотоводство и птицеводство, к которым позднее добавилось фруктовое садоводство. В последние десятилетия значительную долю хозяйства составляет производство цитрусовых культур, однако молочное и мясное скотоводство и разведение мелкого рогатого скота и птицы по-прежнему занимают важное место в экономике мошава. В мошаве работает семинар для школьных учителей и воспитателей детских садов.